# Dear Wendy
Pour plus de détails, voir Fiche technique et Distribution.
Dear Wendy est un film danois réalisé par Thomas Vinterberg de 2005.

## Synopsis
Dick, 18 ans et solitaire, vit dans une petite ville minière. Un jour, un petit revolver tombe entre ses mains, il se sent irrésistiblement attiré par cet objet, et ceci malgré ses convictions profondément pacifistes. Avec ce nouvel ami, il va bientôt convaincre les autres jeunes désœuvrés de la ville de le rejoindre dans un club secret "Les Dandys", club basé sur les principes du pacifisme et des armes. Malgré leur foi dans la règle première du Dandy - ne lève jamais ton arme - bientôt les membres du club vont se trouver dans une situation difficile lorsqu'ils se rendent compte que les règles sont faites pour être brisées.

## Fiche technique
- Titre original et français : Dear Wendy
- Réalisation : Thomas Vinterberg
- Scénario : Lars von Trier
- Décors : Jette Lehmann
- Directeur de la photographie : Anthony Dod Mantle
- Montage : Mikkel E.G. Nielsen
- Budget :
- Pays :  Danemark
- Durée: 100 minutes
- Genre : comédie dramatique
- Dates de sortie : 
  - Danemark : 4 février 2005
  - France : 22 juin 2005
  - Belgique : 17 août 2005

## Distribution
- Jamie Bell (V. F. : Aurélien Icovic) : Dick Dandelion
- Bill Pullman (V. F. : Renaud Marx) : Krugsby
- Michael Angarano (V. F. : Lény Bueno) : Freddie
- Danso Gordon (V. F. : Daniel Lobé) : Sebastian
- Novella Nelson : Clarabelle
- Chris Owen (V. F. : Lazare Herson-Macarel) : Huey
- Alison Pill (V. F. : Mélanie Laurent) : Susan
- Mark Webber (V. F. : Benjamin Bellecour) : Stevie

Source et légende : Version française (V. F.) sur le site d’AlterEgo (la société de doublage)